# Campeonato Mundial de Remo
O Campeonato Mundial de Remo é a principal competição internacional do esporte remo é organizado desde 1962 pela Federação Internacional de Sociedades de Remo (FISA). Atualmente se realiza anualmente. 
A participação feminina começou a partir de 1974. As competições de embarcações rápidas se incluíram no programa pela primeira vez em 1974 para homens e em 1985 para mulheres.

## Edições
| N.       | Ano  | Sede                 | País                      | Canal ou lago                |
| -------- | ---- | -------------------- | ------------------------- | ---------------------------- |
| I        | 1962 | Lucerna              | Suíça                     | Lago Rot                     |
| II       | 1966 | Bled                 | Iugoslávia                | Lago de Bled                 |
| III      | 1970 | St. Catharines       | Canadá                    | Martindale Pond              |
| IV       | 1974 | Lucerna              | Suíça                     | Lago Rot                     |
| V        | 1975 | Nottingham           | Reino Unido               | Holme Pierrepont             |
| VI       | 1976 | Villach              | Áustria                   | Lago Ossiacher               |
| VII      | 1977 | Amsterdam            | Países Baixos             | Bosbaan                      |
| VIII**   | 1978 | Cambridge Copenhague | Nova Zelândia · Dinamarca | Lago Karapiro Lago Bagsværd  |
| IX       | 1979 | Bled                 | Iugoslávia                | Lago de Bled                 |
| X*       | 1980 | Malinas              | Bélgica                   | Hazewinkel                   |
| XI       | 1981 | Munique              | Alemanha Ocidental        | Canal Olímpico de Múnich     |
| XII      | 1982 | Lucerna              | Suíça                     | Lago Rot                     |
| XIII     | 1983 | Duisburgo            | Alemanha Ocidental        | Canal de Regatas de Wedau    |
| XIV*     | 1984 | Montreal             | Canadá                    | Canal Olímpico de Notre-Dame |
| XV       | 1985 | Malinas              | Bélgica                   | Hazewinkel                   |
| XVI      | 1986 | Nottingham           | Reino Unido               | Holme Pierrepont             |
| XVII     | 1987 | Copenhague           | Dinamarca                 | Lago Bagsværd                |
| XVIII*   | 1988 | Milão                | Itália                    | Idroscalo                    |
| XIX      | 1989 | Bled                 | Iugoslávia                | Lago de Bled                 |
| XX       | 1990 | Tasmânia             | Austrália                 | Lago Barrington              |
| XXI      | 1991 | Viena                | Áustria                   | Río Danubio                  |
| XXII*    | 1992 | Montreal             | Canadá                    | Canal Olímpico de Notre-Dame |
| XXIII    | 1993 | Račice               | Chéquia                   | Canal de regatas de Račice   |
| XXIV     | 1994 | Indianápolis         | Estados Unidos            | Eagle Creek                  |
| XXV      | 1995 | Tampere              | Finlândia                 | Lago Kaukajärvi              |
| XXVI*    | 1996 | Motherwell           | Reino Unido               | Lago Strathclyde             |
| XXVII    | 1997 | Aiguebelette         | França                    | Lago de Aiguebelette         |
| XXVIII   | 1998 | Colônia              | Alemanha                  | Lago Fühlinger               |
| XXIX     | 1999 | St. Catharines       | Canadá                    | Martindale Pond              |
| XXX*     | 2000 | Zagreb               | Croácia                   | Lago Jarun                   |
| XXXI     | 2001 | Lucerna              | Suíça                     | Lago Rot                     |
| XXXII    | 2002 | Sevilha              | Espanha                   | Rio Guadalquivir             |
| XXXIII   | 2003 | Milão                | Itália                    | Idroscalo                    |
| XXXIV*   | 2004 | Bañolas              | Espanha                   | Lago de Bañolas              |
| XXXV     | 2005 | Kaizu (Gifu)         | Japão                     | Río Nagara                   |
| XXXVI    | 2006 | Eton                 | Reino Unido               | Lago Dorney                  |
| XXXVII   | 2007 | Munique              | Alemanha                  | Canal Olímpico de Munique    |
| XXXVIII* | 2008 | Ottensheim           | Áustria                   | Rio Danubio                  |
| XXXIX    | 2009 | Poznan               | Polónia                   | Lago Malta                   |
| XL       | 2010 | Cambridge            | Nova Zelândia             | Lago Karapiro                |
| XLI      | 2011 | Bled                 | Eslovênia                 | Lago de Bled                 |
| XLII*    | 2012 | Plovdiv              | Bulgária                  | Río Maritsa                  |
| XLIII    | 2013 | Chungju              | Coreia do Sul             | Lago Tangeum                 |
| XLIV     | 2014 | Amsterdam            | Países Baixos             | Bosbaan                      |
| XLV      | 2015 | Aiguebelette         | França                    | Lago de Aiguebelette         |
| XLVI*    | 2016 | Roterdam             | Países Baixos             | Canal de Guillermo Alejandro |
| XLVII    | 2017 | Sarasota             | Estados Unidos            | Parque Nathan Benderson      |
| XLVIII   | 2018 | Plovdiv              | Bulgária                  |                              |
| XLIX     | 2019 | Ottensheim           | Áustria                   |                              |
| L        | 2020 | Bled                 | Eslovênia                 |                              |
| LI       | 2021 | Xangai               | China                     |                              |
| LII      | 2022 | Račice               | Chéquia                   |                              |

- (*) – Se disputam só as classes não olímpicas.
- (**) – Em Copenhague foram realizadas as competições das categorias rápidas.

## Quadro de Medalhas
- Atualizado até Roterdão 2016

| Ordem | País           | Medalha de ouro | Medalha de prata | Medalha de bronze | Total |
| ----- | -------------- | --------------- | ---------------- | ----------------- | ----- |
| 1     | Alemanha       | 192             | 140              | 110               | 442   |
| 2     | Itália         | 77              | 57               | 50                | 184   |
| 3     | Reino Unido    | 65              | 68               | 52                | 185   |
| 4     | Estados Unidos | 61              | 66               | 79                | 206   |
| 5     | Nova Zelândia  | 43              | 25               | 23                | 91    |
| 6     | Austrália      | 42              | 35               | 37                | 114   |
| 7     | Rússia         | 37              | 50               | 37                | 124   |
| 8     | Dinamarca      | 32              | 27               | 31                | 90    |
| 9     | Roménia        | 31              | 40               | 44                | 115   |
| 10    | Canadá         | 28              | 32               | 41                | 101   |
| 11    | França         | 27              | 45               | 26                | 98    |
| 12    | Países Baixos  | 16              | 36               | 38                | 90    |
| 13    | Suíça          | 14              | 12               | 15                | 41    |
| 14    | Noruega        | 13              | 8                | 10                | 31    |
| 15    | China          | 12              | 8                | 20                | 40    |
| 16    | Bielorrússia   | 11              | 6                | 10                | 27    |
| 17    | Polónia        | 10              | 15               | 14                | 39    |
| 18    | Áustria        | 10              | 7                | 8                 | 25    |
| 19    | Bulgária       | 9               | 12               | 14                | 35    |
| 20    | Grécia         | 7               | 9                | 9                 | 25    |
| 21    | Chéquia        | 6               | 25               | 22                | 53    |
| 22    | Espanha        | 6               | 7                | 15                | 28    |
| 23    | Irlanda        | 6               | 7                | 7                 | 20    |
| 24    | Croácia        | 5               | 4                | 5                 | 14    |
| 25    | Eslovênia      | 4               | 6                | 5                 | 15    |
| 26    | Ucrânia        | 3               | 6                | 4                 | 13    |
| 27    | Finlândia      | 3               | 4                | 4                 | 11    |
| 28    | Hungria        | 3               | 3                | 6                 | 12    |
| 29    | Bélgica        | 2               | 7                | 7                 | 16    |
| 30    | Suécia         | 2               | 4                | 6                 | 12    |
| 31    | Chile          | 1               | 3                | 1                 | 5     |
| 32    | Sérvia         | 1               | 2                | 10                | 13    |
| 33    | África do Sul  | 1               | 2                | 4                 | 7     |
| 34    | Lituânia       | 1               | 2                | 1                 | 4     |
| 35    | Argentina      | 1               | 1                | 5                 | 7     |
| 36    | Japão          | 1               | 1                | 1                 | 3     |
| 37    | Brasil         | 1               | 0                | 0                 | 1     |
| 38    | Estónia        | 0               | 1                | 5                 | 6     |
| 39    | Eslováquia     | 0               | 1                | 2                 | 3     |
| 40    | Cuba           | 0               | 1                | 1                 | 2     |
| 41    | Portugal       | 0               | 0                | 1                 | 1     |
| 41    | Turquia        | 0               | 0                | 1                 | 1     |
| 41    | Zimbabwe       | 0               | 0                | 1                 | 1     |
|       | TOTAL          | 784             | 785              | 782               | 2351  |